# Salon Wiosenny
Salon Wiosenny (węg. Tavaszi Tárlat) – węgierska powieść historyczna napisana przez György Spiró w 2010, a w Polsce wydana przez wydawnictwo Czytelnik w 2016, na 60. rocznicę powstania węgierskiego w 1956.
Akcja powieści toczy się tuż po upadku powstania w Budapeszcie, począwszy od października 1956 do pochodu pierwszomajowego w 1957. Głównym bohaterem jest Gyula Fátray, węgierski Żyd, wcześniej noszący nazwisko Klein. Jest to przeciętny mężczyzna, wierzący w zdobycze komunizmu, który dzięki zbiegowi okoliczności (operacja hemoroidów) przeleżał węgierską rewolucję w szpitalu i nie mógł włączyć się w jej wydarzenia po żadnej ze stron. Jednak wkrótce, niezależnie od niego, wir wydarzeń po stłumieniu powstania powoduje, że popada w kłopoty, stopniowo osuwając się w kafkowski koszmar. Separują się od niego przyjaciele, współpracownicy, a także żona, wierna komunistka, zajęta organizowaniem wiosennego salonu artystycznego. Przez pryzmat głównego bohatera ukazany został obraz wydarzeń porewolucyjnych na tle życia ówczesnego Budapesztu.